# Autographa pasiphaeia
Autographa pasiphaeia là một loài bướm đêm trong họ Noctuidae.